# Phorocardius flavistriolatus
Phorocardius flavistriolatus (лат.) — вид жуков-щелкунов из подсемейства Cardiophorinae (Elateridae).

## Распространение
Юго-Восточная Азия: Китай.

## Описание
Длина тела 7,0–12 мм; покровы тёмно-коричневые (неметаллические), на каждом надкрылье продольная желтая полоса, покрывающая базальную половину IV и V – VII промежутков. Переднегрудь: прококсальные полости открыты; простернальный отросток не сильно сужен от переднего основания сзади к вентральной вершине при виде снизу, вентральная вершина прямая или слегка вогнутая. Птероторакс: щитик с заостренной задней вершиной. Коготок предплюсны с вентральной вершиной не меньше дорсальной. Гениталии самца: парамер без предвершинного латерального расширения, с апикальным мезальным каллусом. Самка: вершина последнего вентрита брюшка (V вентрита) простая, не выемчатая на вершине.
Переднеспинка с боковым килем, не доходящим до переднего края, скрытым при виде сверху выступающим краем дорсальной части переднеспинки (= субмаргинальная линия); прококсальные полости открытые.